# Guy Henry
Guy Henry (Londra, 17 ottobre 1960) è un attore inglese di origini francesi.

## Biografia
Ha debuttato come attore nel 1985, interpretando il personaggio di Head Boy in Another Country di Marek Kanievska.
Tra il 2010 e il 2011 ha interpretato il personaggio di Pius O'Tusoe negli ultimi due film della saga cinematografica di Harry Potter.
Nel 2016 ha interpretato il personaggio di Wilhuff Tarkin in Rogue One: A Star Wars Story, adattando il suo volto a quello dello scomparso Peter Cushing tramite la CGI.

## Filmografia

### Cinema
- Another Country, regia di Marek Kanievska (1985)
- Lady Jane, regia di Trevor Nunn (1986)
- England, my England, regia di Tony Palmer (1995)
- Bright Young Things, regia di Stephen Fry (2003)
- EMR, regia di Danny McCullough (2004)
- The Trial of the King Killers, regia di Tim Kirby (2005)
- V per Vendetta (V for Vendetta), regia di James McTeigue (2005)
- Il quiz dell'amore (Starter for 10), regia di Tom Vaughan-Lawlor (2006)
- Sacro e profano (Filth and Wisdom), regia di Madonna (2008)
- Good - L'indifferenza del bene (Good), regia di Vicente Amorim (2008)
- Creation, regia di Jon Amiel (2009)
- Harry Potter e i Doni della Morte - Parte 1 (Harry Potter and the Deathly Hallows - Part 1), regia di David Yates (2010)
- Harry Potter e i Doni della Morte - Parte 2 (Harry Potter and the Deathly Hallows - Part 2), regia di David Yates (2011)
- Retribution, regia di David Bispham (2016)
- Rogue One: A Star Wars Story, regia di Gareth Edwards (2016)

### Televisione
- Look and Read (Spywatch) – serie TV (1967-1996)
- Young Sherlock: The Mystery of the Manor House – serie TV, 8 episodi (1982)
- Family Ties Vacation, regia di Will Mackenzie – film TV (1985)
- Le avventure di Bailey (Rumpole of the Bailey) – serie TV, 1 episodio (1987)
- Stay Lucky – serie TV, 1 episodio (1993)
- The Plant, regia di Jonathan Lewis – film TV (1995)
- Emma, regia di Diarmuid Lawrence – film TV (1996)
- Peak Practice – serie TV, 1 episodio (1998)
- The Grand – serie TV, 2 episodi (1998)
- Sword of Honour, regia di Bill Anderson – film TV (2001)
- Doctors – serial TV, 5 puntate (2001)
- Fields of Gold, regia di Bill Anderson – film TV (2002)
- Waking the Dead – serie TV, 2 episodi (2003)
- Home, regia di Richard Curson Smith – film TV (2003)
- Foyle's War – serie TV, 1 episodio (2003)
- The Young Visiters, regia di David Yates – film TV (2003)
- Who Killed Thomas Becket?, regia di Andrew Chater – film TV (2004)
- Sherlock Holmes ed il caso della calza di seta (Sherlock Holmes and the Case of the Silk Stocking), regia di Simon Cellan Jones – film TV (2004)
- Hustle - I signori della truffa (Hustle) – serie TV, 1 episodio (2005)
- Colditz, regia di Stuart Orme – miniserie TV (2005)
- Trial & Retribution – serie TV, 1 episodio (2005)
- Kenneth Williams: Fantabulosa!, regia di Andy De Emmony – film TV (2006)
- L'ispettore Barnaby (Midsomer Murders) – serie TV, episodio 9x08 (2006)
- The Trial of Tony Blair, regia di Simon Cellan Jones – film TV (2007)
- Roma (Rome) – serie TV, 8 episodi (2005-2007)
- Hotel Babylon – serie TV, 1 episodio (2007)
- The Chase – serie TV, 9 episodi (2006-2007)
- Extras – serie TV, 4 episodi (2005-2007)
- John Adams, regia di Tom Hooper – miniserie TV, 1 puntata (2008)
- Il romanzo di Amanda (Lost in Austen), regia di Dan Zeff – miniserie TV, 3 puntate (2008)
- Spooks – serie TV, 1 episodio (2008)
- Wallander – serie TV, 1 episodio (2008)
- Margaret, regia di James Kent – film TV (2009)
- Framed, regia di Andy De Emmony – film TV (2009)
- U Be Dead, regia di Jamie Payne – film TV (2009)
- Criminal Justice – serie TV, 3 episodi (2009)
- Murderland, regia di Catherine Morshead – miniserie TV (2009)
- Poirot (Agatha Christie's Poirot) – serie TV, episodio 12x01 (2009)
- Lewis – serie TV, 1 episodio (2010)
- The IT Crowd – serie TV, 1 episodio (2010)
- New Worlds, regia di Charles Martin – miniserie TV (2014)
- Il nostro zoo (Our Zoo), regia di Andy De Emmony – miniserie TV, 1 puntata (2014)
- Padre Brown (Father Brown) – serie TV, 1 episodio (2015)
- Count Arthur Strong – serie TV, 1 episodio (2015)
- Life in Squares, regia di Simon Kaijser – miniserie TV, 2 puntate (2015)
- Casualty – serie TV, 14 episodi (2011-2019)
- Holby City – serie TV, 371 episodi (2010-2022)
- The Frankenstein Chronicles – serie TV, 3 episodi (2017)
- The Burning Girls, regia di Charles Martin e Kieron Hawkes – miniserie TV, 3 puntate (2023)
- La regina Carlotta: Una storia di Bridgerton (Queen Charlotte: A Bridgerton Story), regia di Tom Verica – miniserie TV, 4 puntate (2023)
- Delitti in Paradiso (Death in Paradise) – serie TV, episodio 13x05 (2024)
- Lockerbie - Attentato sul volo Pan Am 103 (Lockerbie: A Search For Truth), regia di Otto Bathurst e Jim Loach – miniserie TV, puntata 1 (2025)
- Maria Antonietta (Marie Antoinette) – serie TV, 7 episodi (2025)

## Doppiatori italiani
Nelle versioni in italiano delle opere in cui ha recitato, Guy Henry è stato doppiato da:
- Massimo Rossi in Harry Potter e i Doni della Morte - Parte 1, Harry Potter e i Doni della Morte - Parte 2, La regina Carlotta: Una storia di Bridgerton
- Massimo Lodolo in Extras, Padre Brown
- Oreste Baldini in Roma
- Antonio Sanna in Rogue One: A Star Wars Story
- Roberto Pedicini in John Adams
- Gerolamo Alchieri in The Frankenstein Chronicles
- Roberto Certomà in Lockerbie - Attentato sul volo Pan Am 103
- Raffaele Palmieri in Maria Antonietta